# Louis Jean Dupin
Louis Jean Dupin est un homme politique français né le 4 février 1864 à Saint-Étienne (Loire) et décédé le 28 décembre 1951 à Montbrison (Loire).
Avocat, il est conseiller municipal de Montbrison en 1892, puis adjoint au maire et maire de 1923 à 1943. Il est député de la Loire de 1919 à 1924 et de 1928 à 1932, inscrit au groupe de l'Entente républicaine démocratique. 

## Sources
- « Louis Jean Dupin », dans le Dictionnaire des parlementaires français (1889-1940), sous la direction de Jean Jolly, PUF, 1960 [détail de l’édition]